# Marche de Turin
La marche ou marquisat de Turin (italien : marca di Torino) est un territoire de l'Italie médiévale du milieu du Xe siècle, alors établi comme Marche d'Ardouin (latin : marca Arduinica).
Le territorie comprenait plusieurs comtés du Piémont, dont celui de Turin, d'Auriate, d'Albenga et probablement de Vintimille. Les confins de la marche s'étiraient à travers la plaine du Pô, des Alpes occidentales au nord jusqu'à la Ligurie.
Dans la seconde moitié du XIe siècle, la dynastie humbertienne, future maison de Savoie, acquiert, à la suite du mariage, d'Othon, fils du comte Humbert, avec Adélaïde de Suse, l'héritière des Arduinides, Suse, Turin, Ivrée, Pignerol, Albenga. Pierre, fils d'Adélaïde, hérite de sa mère les « terres italiennes et le titre marquisal »,. À la mort de ce dernier, Adélaïde récupère sa part de sa dot pour la transmettre à sa petite-fille Agnès, mariée à Frédéric de Montbéliard.